# Yves Lévesque
Pour les articles homonymes, voir Lévesque.
Yves Lévesque, né en 1957 à Québec, est un homme d'affaires et homme politique québécois.
Élu conseiller municipal à Trois-Rivières-Ouest en novembre 1994, il en devient le maire en mai 1999. Il conserve ce poste jusqu'à la fusion de cette ville à la nouvelle ville de Trois-Rivières dont il assume la première mairie à partir du 1er janvier 2002. Il y est réélu maire à chaque élection jusqu'à sa démission le 27 décembre 2018.
Par la suite, il échoue à trois reprises à se faire élire député de Trois-Rivières à la Chambre des communes du Canada lors des élections fédérales d'octobre 2019, de septembre 2021, puis d'avril 2025.

## Biographie
Yves Lévesque a effectué des études post-secondaires à l’Institut maritime du Québec, à Rimouski. Après une carrière dans la marine marchande, il a poursuivi à titre de concessionnaire dans le domaine de la restauration rapide (Franchisé Harvey's).
Il est marié et père de quatre garçons.
Il est récipiendaire, en 2008, de la Médaille de l'Assemblée nationale.

## Vie politique

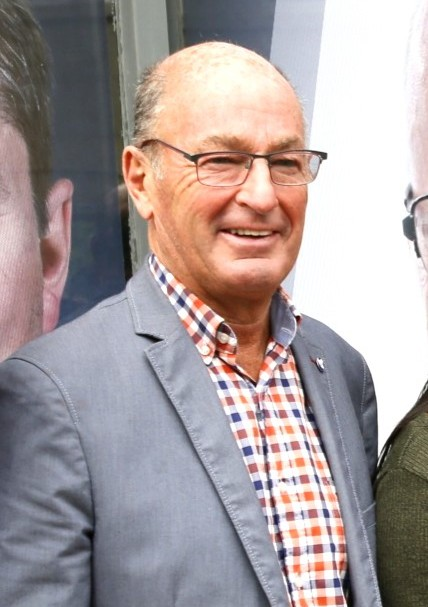
Yves Lévesque en 2019.

Yves Lévesque entreprend d'abord sa carrière politique comme conseiller municipal (1994-1999) dans l’ancienne ville de Trois-Rivières-Ouest. Le 4 novembre 2001, il est élu maire de la nouvelle ville de Trois-Rivières puis réélu le 6 novembre 2005, le 1er novembre 2009, le 3 novembre 2013 et le 5 novembre 2017 pour un cinquième mandat. Il remet sa démission pour des raisons de santé le 27 décembre 2018.
Lors des élections fédérales canadiennes de 2019, il est candidat défait sous la bannière du Parti conservateur du Canada dans la circonscription de Trois-Rivières. Il subit deux autres défaites lors d'une seconde tentative aux élections de septembre 2021, puis d'une troisième aux élections d'avril 2025.

## Réalisations
En tant que premier magistrat de la ville de Trois-Rivières Yves Lévesque, qualifié de bâtisseur, a accompli de nombreuses réalisations. Parmi ses principaux accomplissements il a entre autres accompagné la cité de Laviolette au cours des fusions municipales du Québec de 2001 et participé activement à la revitalisation de son centre-ville.
Liste non exhaustive de quelques faits d'armes et concrétisations :
- Amphithéâtre Cogeco
- Célébrations du 375e anniversaire de Trois-Rivières
- District 55
- Escalier monument du Platon
- Centre d'événements et de congrès interactifs de Trois-Rivières
- Nouveau colisée de Trois-Rivières
- Fresque de Trois-Rivières
- Revitalisation de l'église St.James
- Trois-Rivières sur Saint-Laurent
- Développement de l'aéroport de Trois-Rivières

### Autres projets
- Transformation du hangar #1 du Port de Trois-Rivières
- Construction d'un pont piétonnier entre Trois-Rivières sur Saint-Laurent et l'île Saint-Quentin
- Réaffectation de la gare de Trois-Rivières